# Bauernbreite 13

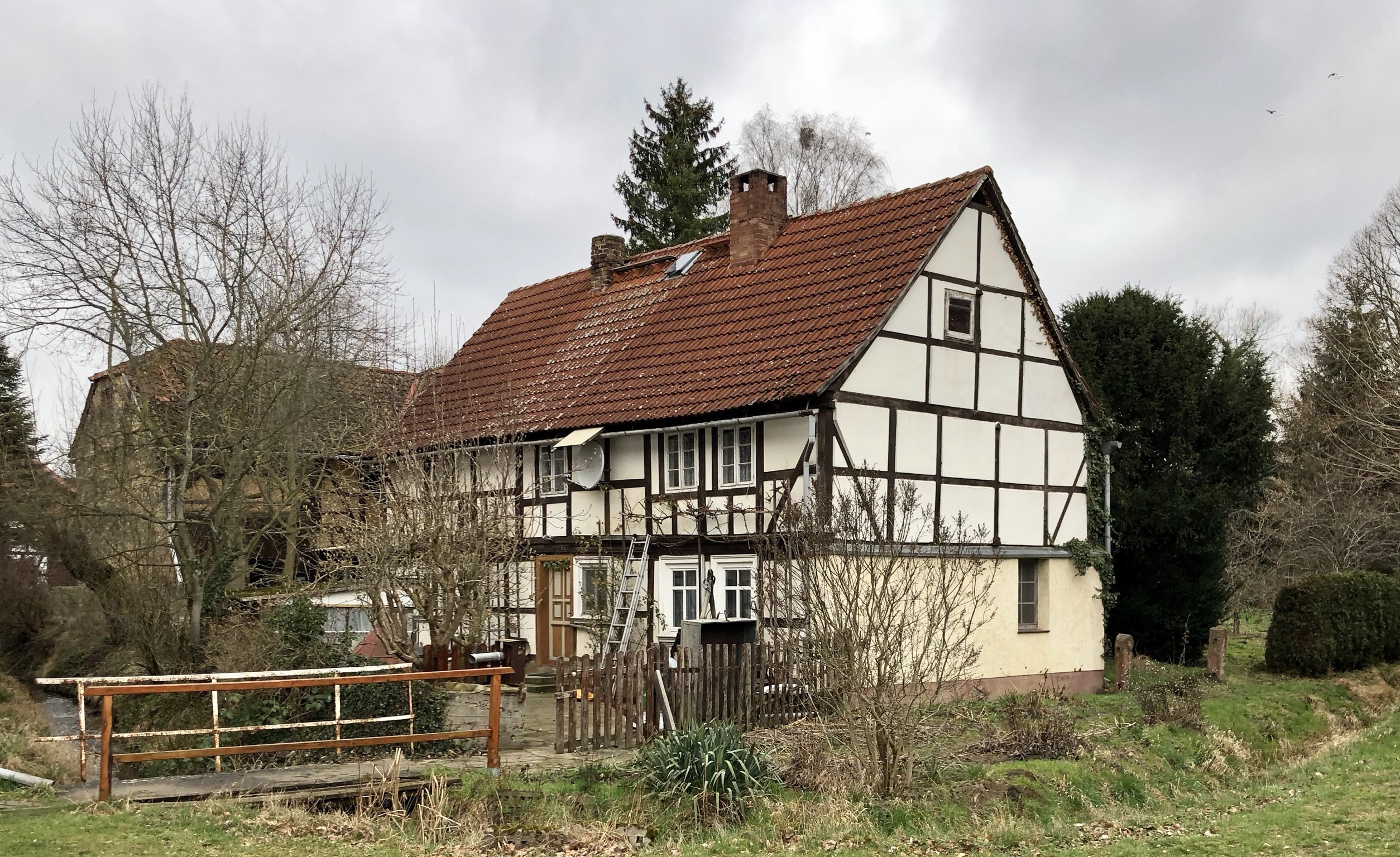
Bauernbreite 13, Blick von Süden, 2019

Die Bauernbreite 13 ist ein denkmalgeschütztes Bauernhaus im zur Gemeinde Ingersleben gehörenden Dorf Morsleben in Sachsen-Anhalt.

## Lage
Das Haus liegt nahe dem westlichen Ende der Straße Bauernbreite. In der Vergangenheit bestand die Adressierung Bauernstraße 47. Östlich und südlich des Hauses verläuft ein Bach. Westlich, am gegenüberliegenden Ufer steht das gleichfalls denkmalgeschützte Haus Bauernbreite 11.

## Architektur und Geschichte
Das zweigeschossige Gebäude entstand im 18. Jahrhundert in Fachwerkbauweise. Bedeckt ist der Bau mit einem Satteldach. Zum Teil sind die historischen Fenster erhalten (Stand 2005). Das Haus gilt als Beispiel eines typischen Bauernhauses der Region zu seiner Bauzeit.
Im örtlichen Denkmalverzeichnis ist das Bauernhaus unter der Erfassungsnummer 094 84167 als Baudenkmal verzeichnet.